# Teodorów Mały
Teodorów Mały – kolonia wsi Smotryszów w Polsce, położona w województwie łódzkim, w powiecie radomszczańskim, w gminie Kodrąb.
W latach 1975–1998 kolonia administracyjnie należała do województwa piotrkowskiego.